# Аллістер Маккей
Аллістер Маккей (1878, Шотландія — 1914, Північний Льодовитий океан) — шотландський лікар, полярний дослідник, учасник першої експедиції Ернеста Шеклтона (1907—1909), учасник походу до Південного магнітного полюса.

## Антарктична експедиція
Аллістер Маккей брав участь у першій експедиції Шеклтона в 1908—1909 рр. Головною метою було підкорення Південного полюса. Вони досягли на китобійному пароплаві «Німрод» моря Росса і зупинилися на зимівлю у протоці Мак-Мердо . У лютому 1908 року розбили табір у невеликій хатині, яка вміщувала 15 людей, учасників зимівлі. Чотири з восьми поні не пережили полярної ночі, що зменшило шанси на підкорення обох полюсів. Під час експедиції Шелктона всі учасники експедиції були єдиною командою, на рівних правах. Маккей, як і всі члени експедиції, щодня вживав свіжу тюленину і пінгвінятину для профілактики цинги. У березні 1908 року Алістер Маккей у складі групи здійснив перше сходження на гору Еребус(3794 метрів). Вони досягли краю діючого вулкану.
Навесні наступного року Шеклтон вирішив спробувати досягти Південний полюс.
Він вирішив розділити команду на два загони. Сам з тьома супуниками на санях, запряжених поні, розпочав похід на Південний полюс. У час їхньої відсутності австралійський геолог Еджворт  Девід, фізик Дуглас Моусон і лікар Маккей вирушили на дослідження Південного магнітного полюса. У складі Північного загону експедиції Аллістер Маккей вперше досяг Південного магнітного полюса, пройшовши в обидва кінці більше 2000 кілометрів.

## У складі Північного загону
Шеклтон розділив учасників експедиції на Південний полюс на два загони. Маккей входив до Північного загону. Крім нього у загоні було ще два полярники: Еджворт Девід і Дуглас Моусон. Магнітний полюс був за 650 км на північний захід від острова Росс. Похід розпочався 5 жовтня 1908. На перших кілометрах спробували використовувати автомобіль, водієм-механіком якого був Дей. Їм довелося тягнути все необхідне спорядження на собі. Собаки у цей час були на облаштуванні складів для повернення Шелктона і на виконанні інших робіт. Чоловіки тягли свої сани і багато кілометрів долали пішки.
Протягом десяти тижнів люди йшли узбережжям, поповнювали запаси, полюючи на тюленів і пінгвінів. Потім вони повернули в глиб країни. Надзвичайно важкий шлях долали повільно: до кінця жовтня мандрівники подолали по узбережжю Землі Вікторії не більше 100 км.
Вони вирішили залишити все, без чого можна обійтися. Інакше їм не вдалося б форсувати льодовик Норденшельда і льодовик Дрігальского. Коли перетинали льодовик Дрігальського, 11 грудня Девід впав у тріщину, і був врятований Моусоном. 27 грудня загін досяг льодовик Рівза, після чого команда змогла проходити до 17 км щодня. З цього ж дня почалися регулярні магнітні вимірювання. Через недосконалість приладів Аллістеру Маккею і його товаришам доводилось кілька разів повторювати 24-годинні цикли спостережень. 16 січня 1909 р полюс був досягнутий на 72 ° 25 'пд. sh., 155 ° 16 'східної довготи на висоті 2210 м над рівнем моря. Учасники Північного загону проголосили територію володінням Британської імперії.
Група була виснажена, проте 400 миль дороги назад команд подолала за 15 днів. 31 січня «Німрод» підійшов до берега, але не зміг наблизитися більше, ніж на 26 миль. 4 лютого, переживши снігопад і падіння в тріщини морського льоду, загін повернувся на судно. За час очікування вони встигли дослідити льодовик Феррара.

## У складі Канадської арктичної експедиції
Маккей був також лікарем на судні під час карлукської експедиції в 1913 році на чолі з Вільялмуром Стефанссоном. Вони мали досліджувати регіони на захід від архіпелагу Паррі для уряду Канади. Але не змогли досягти свого призначення. Головний корабель експедиції був роздавлений льодами, що призвело до втрати одинадцяти чоловік. 20 вересня 1913 року Маккей і три члени екіпажу, щоб досягти острова Врангеля пішли від табору до материка і загинули.